# Křížový vrch (Stod)
Der Křížový vrch (deutsch Kreuzberg, früher Wrabina / Vrabina) ist ein 487 m hoher Berg in Tschechien.
Er befindet sich vier Kilometer südöstlich der Stadt Stod im Okres Plzeň-jih. Der Doppelgipfel liegt in der Merklínská pahorkatina (Merkliner Hügelland), einer Untereinheit der Švihovská vrchovina (Schwihauer Hügelland). Der Berg wird im Westen vom Flüsschen Merklínka und im Osten durch den Dnešický potok begrenzt. Umliegende Ortschaften sind – im Uhrzeigersinn von Norden ausgehend – Losina, Černotín, Přestavlky, Lažany, Maškrov, Líšina, Lelov, Lelovský Mlýn, Nový Mlýn und Stod.
Zu der Erhebung gehören noch die Nebengipfel Špičák (421 m) und der Horní ptačí vrch (457 m) im Südwesten. Der Aufstieg von der Kapelle im östlich gelegenen Dorf Černotín über den alten Pilgerweg ist der kürzeste, er wurde als Naturlehrpfad gestaltet. Daneben führen noch weitere Wege von Stod und Losina auf den Berg.
Im Jahre 1862 entstand auf dem Berg eine Kirche, an die der Kreuzberg-Verein 1931 einen Turm anbauen ließ, der zugleich als Aussichtsturm projektiert war. Ab 1965 war der Berg wegen militärischer Nutzung durch die tschechoslowakische Armee nicht mehr zugänglich. Die Kirche wurde zur Ubikation umgebaut und auf dem Turm ein Beobachtungsposten der Luftabwehr eingerichtet. Nachdem die Armee 1989 die Anlage geräumt hatte, verfiel das ungenutzte Bauwerk. Im September 2004 wurde der Turm wieder als Aussichtsturm zugänglich gemacht.